# Aemidioides
Aemidioides is een geslacht van kevers uit de familie  
kniptorren (Elateridae).
Het geslacht is voor het eerst wetenschappelijk beschreven in 1922 door Edmond Fleutiaux.

## Soorten
Het geslacht omvat de volgende soort:
- Aemidioides rohanchaboti Fleutiaux, 1922